# Hannie Termeulen
Johanna Maria "Hannie" Termeulen, née le 18 février 1929 à Wiesbaden et morte le 1er mars 2001 à Amsterdam, est une nageuse néerlandaise.

## Biographie
Hannie Termeulen participe aux Jeux olympiques d'été de 1948 à Londres et remporte la médaille de bronze sur 4 × 100 mètres nage libre avec Irma Heijting-Schuhmacher, Marie-Louise Linssen-Vaessen et Margot Marsman. Aux Jeux olympiques d'été de 1952 à Helsinki, elle est médaillée d'argent sur 100 mètres nage libre et sur 4 × 100 mètres nage libre avec Marie-Louise Linssen-Vaessen, Irma Heijting-Schuhmacher et Koosje van Voorn.

## Palmarès

### Championnats d'Europe
- Championnats d'Europe 1947 à Roquebrune-Cap-Martin (France)
  -  Médaille d'argent du 100 m nage libre
  -  Médaille d'argent du relais 4 × 100 m nage libre
- Championnats d'Europe 1950 à Vienne (Autriche)
  -  Médaille d'or du relais 4 × 100 m nage libre